# 12415 Wakatatakayo
12415 Wakatatakayo eller 1995 SW52 är en asteroid i huvudbältet som upptäcktes den 22 september 1995 av de båda japanska astronomerna Kazuro Watanabe och Kin Endate vid Kitami-observatoriet. Den är uppkallad efter den japanske astronauten Koichi Wakatas mamma, Takayo Wakata.
Asteroiden har en diameter på ungefär 4 kilometer.